# Comedero

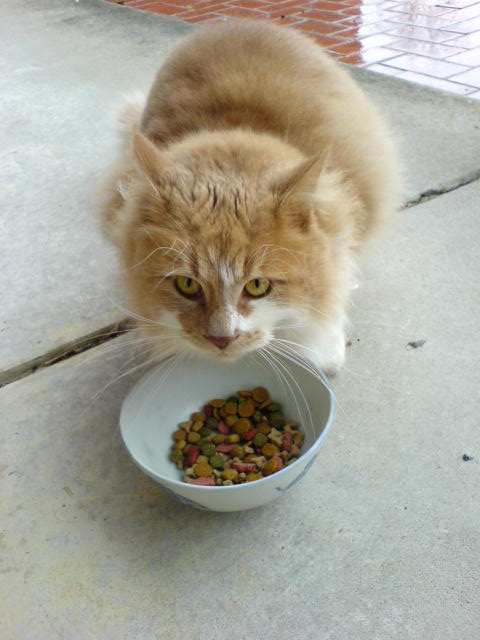
Gato Comiendo de un Comedero

Un Plato Comedero es un Recipiente en donde se vierte la comida para los animales de cría o domésticos.
Los comederos suelen consistir en cuencos de metal, plástico o cerámica en donde se coloca el alimento de forma periódica para la alimentación del animal. Existen diversos tipos de comederos en función del tamaño y características de la mascota. 
Los comederos con tolva permiten alimentar a la mascota sin necesidad de la presencia del dueño. Constan de un depósito en donde se almacena el alimento que se va dispensando por su base sobre un cuenco. De este modo, el animal dispone de una cantidad cierta de alimento pero no necesita ser dispensado por la mano humana.
Algunos comederos cuentan con sistemas para limitar la cantidad ingerida por la mascota. En general, consisten en obstáculos en el interior del plato que obligan al animal a buscar la comida alargando el período de ingestión y favoreciendo la sensación de hartazgo. Algunos tienen un núcleo central rígido haciendo que la comida se mueva alrededor.
Entre los accesorios asociados a los comederos figuran:
- Soportes para dos cuencos: comedero y bebedero
- Soportes elevados para uno o dos cuencos de modo que el animal no tenga que agacharse.
- Bases de realce para elevar el comedero unos centímetros sobre el suelo

## Comederos para aves

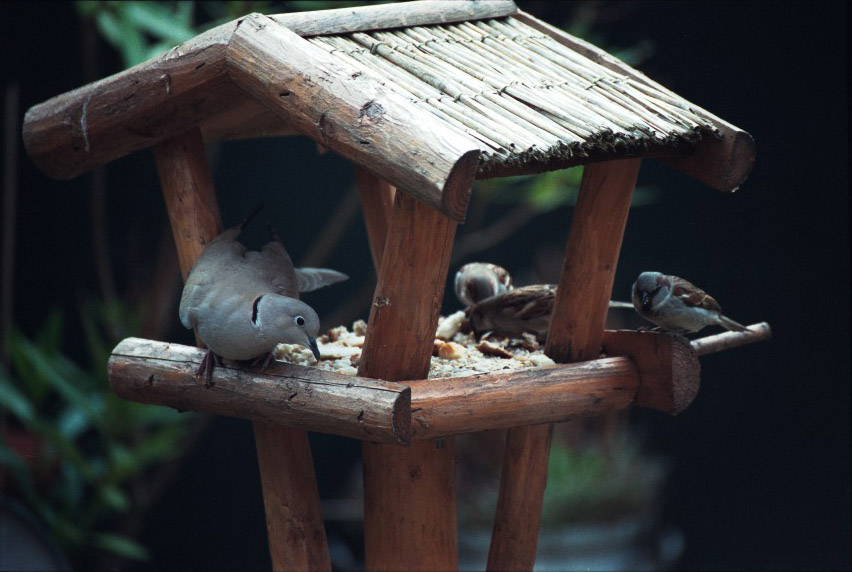
Comedero en forma de casita

Los comederos para aves se cuelgan en el exterior o interior de la jaula de modo que el alpiste queda dispuesto al alcance del animal. Tienen la forma de un tubo vertical con una apertura en forma de recipiente en la parte inferior. El pájaro va disponiendo del alimento hasta que se agota el contenido.
También existen comederos para exterior que se colocan en los bosques, parques o jardines. Pueden situarse adosados a un tronco o colgando de las ramas de un árbol. Algunos se sostienen sobre un pie vertical y otros pueden suspenderse del alféizar de las ventanas. Los comederos externos pueden ir desde los más sofisticados a los de fabricación casera. Se aconseja colocarlos en lugares con buena visibilidad para dar confianza al pájaro. 

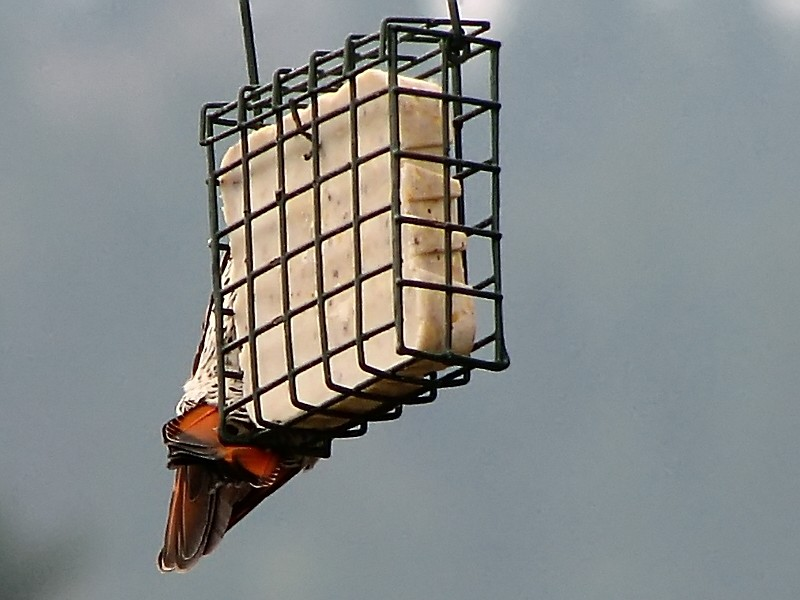
Comedero de rejilla

Si se enganchan a un árbol, éste debe ser lo más liso posible para evitar el ascenso de gatos y alimañas. Existen comederos en forma de casa con tejadillo que protegen a los pájaros de las lluvias y en los que pueden llegar a dormir. Otros, más sencillos consisten en una simple bandeja. 
Algunas aves se agarran con facilidad en posición vertical por lo que son convenientes los comederos con forma de rejilla. El alimento se pone en su interior y los pájaros picotean a través de los orificios de la malla. Un uso similar se hace de las bolas de sebo colocadas en recipientes con rejas. Una fruta colgada de un gancho o una ristra de frutos secos ensartados en un alambre también pueden constituir efectivos comederos de exterior.

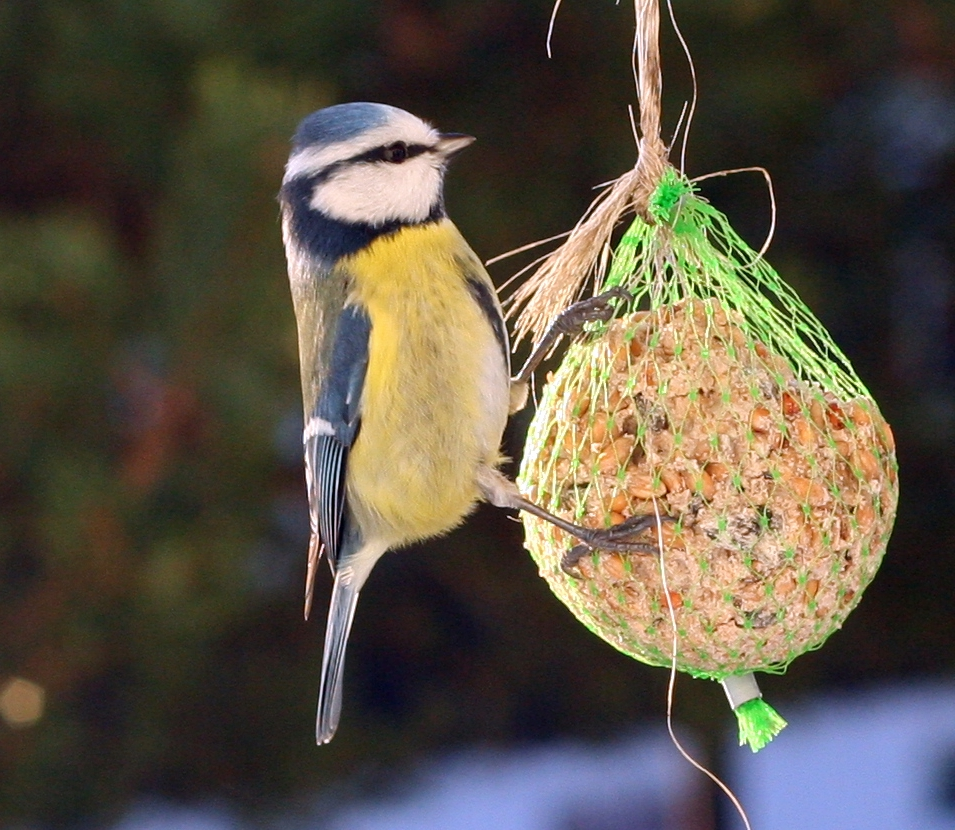
Pájaro en comedero de malla
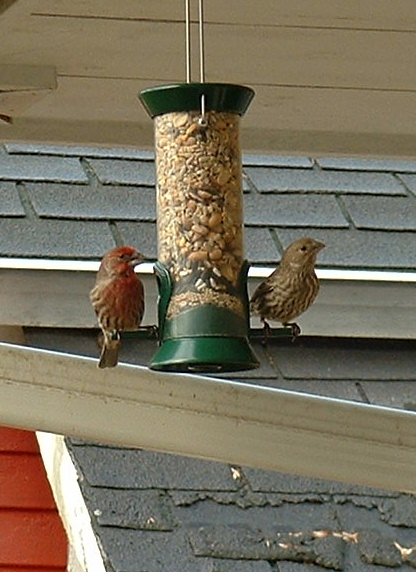
Comedero colgante
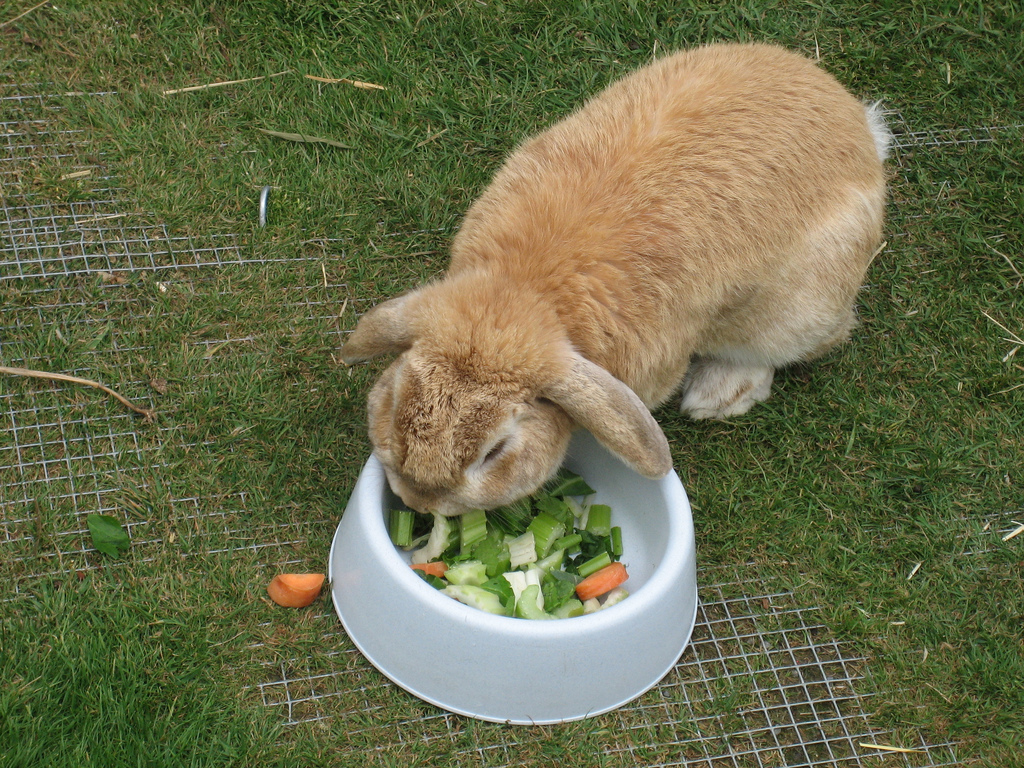
Conejo con un comedero
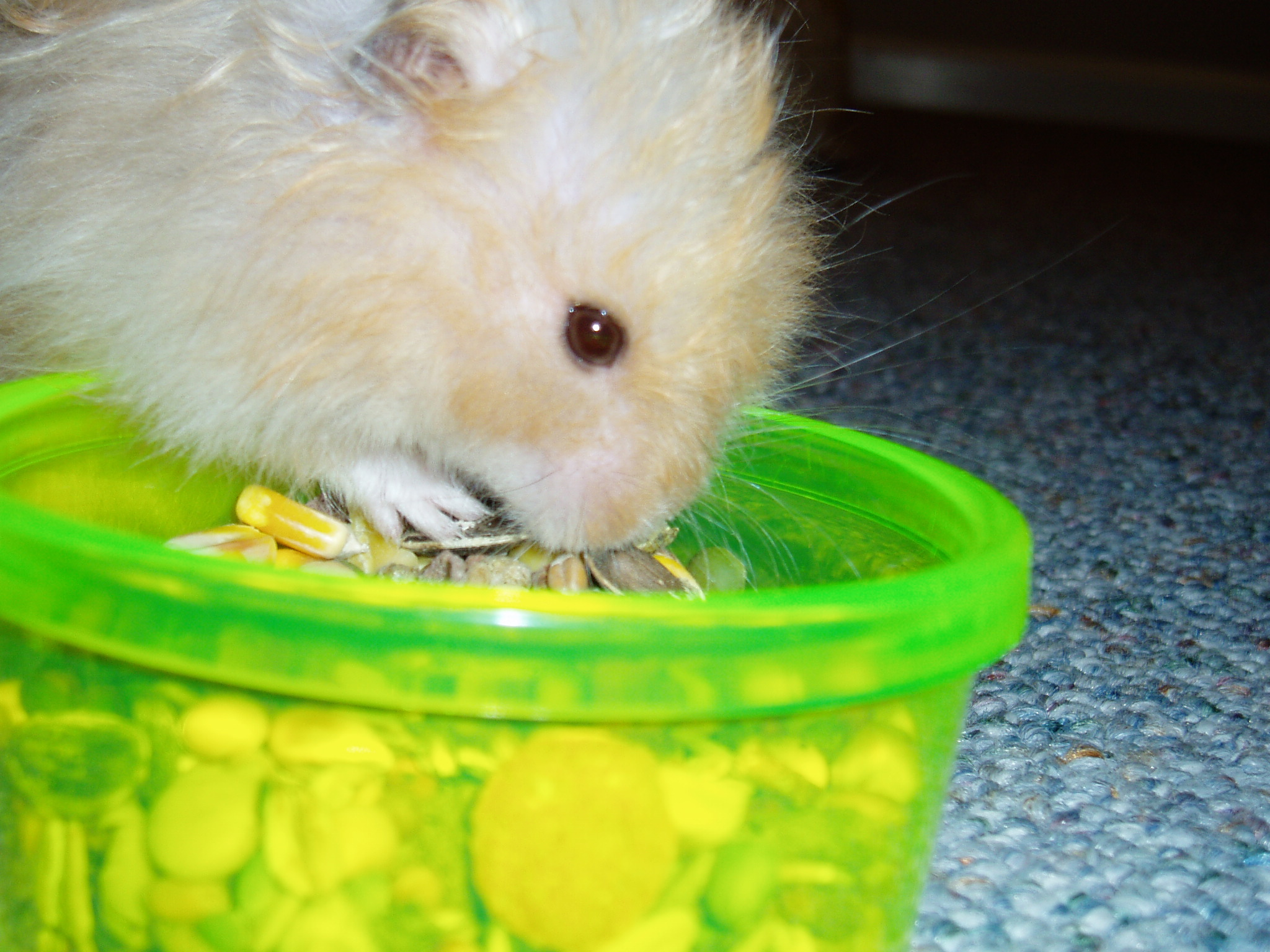
Hámster comiendo del comedero

## Comederos automáticos
Los comederos automáticos son dispensadores de comida que funcionan acompañados de la tecnología o bien jugando con la gravedad. Suelen ser muy útiles para que los animales puedan comer a cualquier hora sin que tenga que intervenir una persona. Para usarse, solo se tiene que colocar el pienso en la parte superior del aparato y si tuviese temporizador, configurarlo para que distribuya la comida en los horarios seleccionados.
No todos los dispensadores automáticos son iguales, existen dos tipos de comederos según sus funciones:

### Comederos no programables
Estos comederos no necesitan estar conectados a la corriente alterna debido a que no tienen temporizador. Su forma suele ser la de un comedero tradicional pero con una base vertical donde está colocado el pienso para que, cuando se vaya acabando, se rellene automáticamente gracias a la ley de la gravedad.

### Comederos programables
Los comederos programables cuentan con un temporizador para poder distribuir la comida varias veces a lo largo del día. Antes de usarse por primera vez, es necesario realizar la configuración del dispositivo. En la mayoría de los casos la configuración es muy sencilla, solo hay que determinar la cantidad de cada ración y hora en la que saldrá.
Está pensado para administrar el pienso en los momentos en los que no puedes hacerlo por cualquier circunstancia. Un buen ejemplo para su uso sería el momento cuando te vas de vacaciones una semana y no tienes a nadie para que pueda cuidar de los animales.